# موتزاريلا
جبن المُوزاريلة أو المُتْزَرِلَّة أو المُتسَرِلَّة أو المُزَرِلَّة هو منتج غذائي إيطالي يتمتع بحماية بموجب ضمان التخصص التقليدي. ويستخدم المصطلح لأنواع عديدة من الجبن الإيطالي التي تُصنع باستخدام اللف ثم القطع (ومن هنا جاءت التسمية، من الفعل الإيطالي mozzare بمعنى «يقطع»)|
- متزرلة الجاموس مصنوعة من حليب جاموس الماء المنزلي
- mozzarella fior di latte، مصنوعة من حليب البقر الطازج المبستر أو غير المبستر
- المُوزاريلة منخفضة الرطوبة، المصنوعة من الحليب منزوع الدسم جزئيًا أو كليًا، وتستخدم بشكل واسع في صناعة خدمات الطعام
- mozarella affumicata (المُوزاريلة المدخنة)

عادة ما تكون المُوزاريلة الطازجة بيضاء اللون، ولكن قد تختلف موسميًا إلى اللون الأصفر قليلاً بناءً على النظام الغذائي للحيوان. المُوزاريلة هي جبنة شبه لينة. نتيجة لنسبة الرطوبة العالية في مكوناتها فإنها تقدم في اليوم التالي لصنعها، ولكن يمكن حفظها في أجاج لمدة تصل إلى أسبوع، أو أكثر عند بيعها في عبوات محكمة الإغلاق. ويمكن حفظ المُوزاريلة ذات الرطوبة المنخفضة مبردة لمدة تصل إلى شهر، على الرغم من أن بعض أنواع المُوزاريلة ذات الرطوبة المنخفضة تباع مبشورة بفترات صلاحية تصل إلى 6 أشهر. وتستخدم أنواع الجبنة المُوزاريلة المختلفة أيضًا في معظم أنواع البيتزا وأطباق عديدة من الباستا مثل اللزنية أو المقدمة مع شرائح الطماطم والريحان في سلطة قبرية

## الأنواع
متزرلة الجاموس هو أحد أنواع الجبن المُوزاريلة المصنوعة من حليب جاموس الماء الذي تربى في أماكن معينة في لتسية وكمبانية، إيطاليا. وعلى النقيض من أنواع المُوزاريلة الأخرى- تستخرج نسبة 50% من منتجاتها من ألبان غير إيطالية وغالبًا من حليب اللبن شبه المتخثر-وتتمتع بحالة حماية منطقة المنشأ (PDO 1996) في ظل الاتحاد الأوروبي.
Fior di latte (تكتب أيضًا على أنها كلمة واحدة) وتشير إلى المُوزاريلة المصنوعة من الحليب البقري (وليس الجاموسي)، مما يقلل التكلفة إلى حد كبير. وخارج إيطاليا، قد يعتقد أن «المُوزاريلة» التي لا يكتب عليها أنها مستمدة من جاموس الماء أنها مستمدة من حليب البقر.
تتوفر المُوزاريلة إما في الصورة الطازجة أو المجففة جزئيًا. عادة ما يتم لف المُوزاريلة الطازجة لتصبح كرة تزن من 80 إلى 100 غرام (2.8 إلى 3.5 أونصة)، أو بقطر يبلغ 6 سنتيمتر (2.4 بوصة) تقريبًا، وتصل في بعض الأحيان إلى 1 كيلوغرام (2.2 رطل) أو قطر 12 سنتيمتر (4.7 بوصة) تقريبًا، ثم تُنقع في ماء مالح (ماء مالح) أو مصل اللبن، ويضاف إليها في بعض الأوقات حمض الليمون. ولأن الجبن مجفف جزئيًا، تبدو أكثر حجمًا، وغالبًا ما يستخدم هذا الشكل لإعداد الأطباق المطبوخة في الفرن، مثل اللزنية والبيتزا.
عندما تلف الجبنة لتشكل ضفيرة مُوزاريلة تُسمى treccia. ويتوفر منها أنواع معبأة مدخنة (affumicata) منخضة الرطوبة. «المُوزاريلة المحشوة» نوع جديد ظهر منذ عام 2006، وقد تحتوي هذه المُوزاريلة على زيتون أو هام مطبوخ أو قطع طماطم صغيرة (pomodorini).

## الإنتاج
عادة ما يتم تصنيع مُوزاريلة دي بوفالا فقط من حليب جاموس الماء المنزلي. ويتم إضافة مصل اللبن من الدفعة السابقة التي تحتوي على بكتريا أليفة للحرارة، ويترك الحليب لينضج حتى تتضاعف البكتيريا. ثم يتم إضافة المنفحة ليتخثر الحليب. وبعد التخثر، يتم قطع اللبن الرائب من قطعة إلى قطعتين كبيرتين، وتركها لتقوى في عملية معروفة باسم الالتئام.
وبعد تخثر اللبن الرائب، يقطع أيضًا إلى قطع كبيرة من 3/8"–1/2". ويتم تحريك اللبن الرائب وتسخينه لفصل الرائب عن مصل اللبن. ويتم فصل مصل اللبن عن اللبن الرائب ويوضع اللبن الرائب في طوق لتشكيل كتلة صلبة. وتترك كتلة اللبن الرائب حتى يتراوح الرقم الهيدروجيني من 5.2 إلى 5.5، وهي النقطة التي يمكن أن تتمدد عندها الجبنة.
ويتمدد بعد ذلك الجبن ويتعجن لإنتاج قوام متماسك رقيق-وعادة ما تعرف هذه العملية باسم تصنيع الباستا. ووفقًا لجمعية مُوزاريلة دي بوفالا التجارية، «يعجن صانع الجبن الخلطة بيده، مثل الخباز وهو يعجن الخبز، حتى تصبح العجينة سلسة ولامعة ويشكل القوام الذي يسحبه ويقطع منه قطع المُوزاريلة». ثم عادة ما تتشكل إلى أشكال كروية أو في شكل ضفيرة. وعادة ما يعد التماسك «المطاطي» في إيطاليا غير مرضٍ؛ ومن المتوقع أن تكون الجبنة أكثر ليونة.

## أصل الكلمة
مُوزاريلة—مشتقة من لكنة نابولي المُتحدثة في كمبانية—والشكل الصغير لـmozza ('«قطع»), أو mozzare («لقطع») المشتقة من طريقة العمل. جبنة سكامورزا أقرب الأنواع للمُوزاريلة، ومن المحتمل أن تكون مشتقة من scamozzata وتعني («دون قميص»)، للإشارة إلى أن هذه الأنواع من الجبن لا تتميز بطبقة سميكة من الجبن اللبن الرائب الجاف عادة. استخدام كلمة مُوزاريلة في اللغة الإيطالية واللغة الإنجليزية، ينطق الحرف المتحرك في نهاية الكلمة، على الرغم من أن البعض يسقطه بشكل غير صحيح، مما يجعلهم ينطقون الكلمة «موتزاريل» وهذا خاطئ بكل تأكيد.
تم استخدام مصطلح مُوزاريلة لأول مرة عام 1570، واستشهد بهذا المصطلح في كتاب طبخ لـبارتولوميو سكابي، حيث يرد في هذا الكتاب «كريم الحليب والزبدة الطازجة وجبن ريكوتا ومُوزاريلة الطازجة والحليب».

## بوكونشيني (Bocconcini)
بوكونشيني (النطق الإيطالي: [ˌbokɔnˈtʃi:ni]) (مفردها بوكونشينو، [ˌbokɔnˈtʃi:no]) هي قطع جبن مُوزاريلة صغيرة في حجم البيضة. وهي شبه لينة مثل أنواع المُوزاريلة الأخرى، وتتميز بأنها جبن بيضاء خفيفة غير معتقة ودون قشرة ظهرت في نابولي وصنعت فقط من حليب جاموس الماء. بينما في هذه الأيام عادة ما تصنع من خليط من حليب جاموس الماء وحليب البقر. ويتم تعبئة البوكونشيني في مصل اللبن أو الماء، ويكون له نسيج إسفنجي ويمتص النكهات.
ويعد اسم هذا الجبن وصفًا له في اللغة الإيطالية والذي يعني اللقم الصغيرة. ويُصنع هذا الجبن بطريقة العجين عن طريق غمس اللبن الرائب في مصل لبن ساخن وعجنه وسحبه ومده. تتميز كل قطعة جبن بنفس الحجم تقريبًا، وشكل ولون البيض المسلوق: في الواقع يتم استخدام اسم بديل وهو يوفا دي بوفالا أو "بيض الجاموس". ويمكن شراء البوكونشيني للأطفال أيضًا "والتي يطلق عليها (بامبيني)؛ وهي قطع أصغر تساوي حجم حبة العنب الكبيرة تقريبًا.
ولا يزال إنتاج البوكونشيني المصنوع من حليب جاموس الماء مستمرًا في مقاطعات نابولي وكازيرتا وساليرنو على أنها بوكونشيني ألا بانا دي بوفالا، في العملية التي تتضمن خلط المُوزاريلة دي بوفالا كامبانا الطازجة مع الكريم الطازج. ويتم تصنيع بوكونشيني دي بوفالا كامبانا أيضًا، التي تعد ببساطة مُوزاريلة دي بوفالا كامبانا، ويتم إنتاجها في شكل حجم البيضة.
ويتم تصنيع البوكونشيني من حليب الأبقار أيضًا، حيث يكون محتوى السائل أعلى، بالمقارنة مع المُوزاريلة القياسية، مما يمنحها نفس نعومة فيور دي لاتي.
يمكن شراء البوكونشي من معظم محلات السوبر ماركت الإيطالية وغالبا ما يتم استخدام الطماطم والبصل الأحمر وسلطة الريحان في العجينة.